# 17 settembre
Il 17 settembre è il 260º giorno del calendario gregoriano (il 261º negli anni bisestili). Mancano 105 giorni alla fine dell'anno.

## Eventi
- 1176 – I bizantini vengono sconfitti, con un'imboscata, nella battaglia di Miriocefalo dai turchi selgiuchidi.
- 1394 – Re Carlo VI di Francia ordina che tutti gli ebrei vengano espulsi dalla Francia
- 1462 – Battaglia di Swiecin (detta anche battaglia di Zarnowiec), durante la guerra dei tredici anni
- 1630 – Viene fondata la città di Boston (Massachusetts)
- 1631 – A Breitenfeld, l'esercito della coalizione tra il Sacro Romano Impero e la Lega cattolica subisce una pesante sconfitta da parte dell'esercito svedese
- 1759 – Papa Clemente XIII pubblica la lettera enciclica "Cum Primum", sulla corruzione dei chierici, contro l'esercizio della mercatura da parte di questi, e contro gli impegni servili e laicali, e le attività secolari
- 1776 – Viene fondato il Presidio di San Francisco
- 1787 – A Filadelfia viene firmata la Costituzione degli Stati Uniti
- 1809 – Pace tra Svezia e Russia nella guerra finnica. Il territorio che diverrà la Finlandia viene ceduto alla Russia con il Trattato di Fredrikshamn
- 1848 – Francoforte insorge
- 1859 – Joshua A. Norton si dichiara Imperatore Norton I degli Stati Uniti
- 1862 – Battaglia di Antietam
- 1900 – Guerra filippino-americana: i filippini di Juan Cailles sconfiggono gli americani del colonnello Benjamin F. Cheatham Jr. a Mabitac
- 1907 – Viene ufficialmente fondata la Harley-Davidson Motor Company
- 1908 – Il tenente Thomas Selfridge si schianta con un aeroplano dei fratelli Wright e diventa la prima vittima del volo aereo
- 1912 – Guerra italo-turca: si conclude la battaglia di Gars Ras El-Leben: le forze italiane respingono la controffensiva ottomana, volta a riconquistare le posizioni perse tre giorni prima.
- 1920 – Fondazione della National Football League negli USA
- 1939 – L'Unione Sovietica attacca la Polonia
- 1943 – A seguito dell'Armistizio di Cassibile, le ultime truppe dell'esercito tedesco di stanza in Sardegna si imbarcano verso la Corsica, determinando la fine della seconda guerra mondiale nell'isola.
- 1944 – Truppe britanniche vengono paracadutate su Arnhem, come parte dell'Operazione Market Garden
- 1947 – James V. Forrestal presta giuramento come segretario della difesa degli Stati Uniti
- 1948 – Il Lehi (noto anche come Banda Stern) assassina il conte Folke Bernadotte, che era stato nominato dall'ONU per mediare tra arabi ed ebrei
- 1951 – Robert A. Lovett presta giuramento come segretario della difesa degli Stati Uniti
- 1967 - In un match di terza serie tra Sivasspor e Kayseri Erciyesspor (all'epoca Kayserispor) giocato allo Stadio Kayseri Atatürk, si verificò la più grande tragedia del calcio turco: incidenti tra tifosi causarono 43 morti e 300 feriti, per lo più sostenitori del Sivasspor, periti nella calca originatasi dopo gli scontri con i sostenitori del Kayserispor[1]
- 1970 - Le Brigate Rosse firmano la loro prima azione politico-militare incendiando l'automobile di un dirigente della Sit-Siemens
- 1974 – Ingresso nell'ONU del Bangladesh
- 1976 – Lo Space Shuttle viene mostrato al pubblico
- 1978 – Accordi di pace di Camp David tra Israele ed Egitto
- 1980 – In Polonia viene fondato il sindacato Solidarność
- 1983 – Vanessa L. Williams diventa la prima Miss America afro-americana
- 1984 – Brian Mulroney presta giuramento come primo ministro del Canada
- 1988 – I Giochi della XXIV Olimpiade si aprono ufficialmente a Seul
- 1991
  - Corea del Nord e Corea del Sud entrano nelle Nazioni Unite
  - Linus Torvalds pubblica la prima versione del kernel Linux
- 2001 – Il Dow Jones Industrial Average riapre per la prima volta dopo gli Attacchi terroristici dell'11 settembre 2001. Le azioni precipitano durante tutta la seduta facendo registrare la più grande perdita in punti della sua storia, perdendo 684,81 punti e chiudendo a 8920,70
- 2004 – Dopoguerra iracheno: il presidente USA George W. Bush annuncia che Saddam Hussein aveva la volontà, ma non la possibilità, di costruire armi di distruzione di massa
- 2009 – A Kabul un attentato suicida talebano fa esplodere un convoglio italiano, muoiono 6 paracadutisti della Folgore e 4 in gravi condizioni. Si tratta del più grave attentato dopo quello di Nassirya nel 2003
- 2011 – Iniziano i movimenti di Occupy Wall Street a New York
- 2013
  - La Costa Concordia si raddrizza completamente dopo 19 ore di lavori all'isola del Giglio (provincia di Grosseto), alle ore 4:04
  - Uscita in tutto il mondo del videogame più giocato del 2013 e del 2014, ovvero Grand Theft Auto V.
- 2022 - Armand Duplantis stabilisce il nuovo record mondiale di salto con l'asta con 6,15. Dal 1994 era di Sergey Bubka, con 6,14.

## Nati
Ci sono circa 1 170 voci su persone nate il 17 settembre; vedi la pagina Nati il 17 settembre per un elenco descrittivo o la categoria Nati il 17 settembre per un indice alfabetico.

## Morti
Ci sono circa 510 voci su persone morte il 17 settembre; vedi la pagina Morti il 17 settembre per un elenco descrittivo o la categoria Morti il 17 settembre per un indice alfabetico.

## Feste e ricorrenze

### Civili
Nazionali:
- Italia - Dental Baby Day[2]

### Religiose
Cristianesimo:
- Santa Ildegarda di Bingen, badessa e dottore della Chiesa
- San Roberto Bellarmino, vescovo e dottore della Chiesa
- Santa Colomba di Cordova, martire
- Sant'Emanuele Nguyen Van Trieu, martire
- San Francesco d'Assisi, impressione delle stimmate
- San Francesco Maria da Camporosso, laico cappuccino
- San Lamberto di Maastricht, vescovo e martire
- San Pietro d'Arbués, inquisitore e martire
- San Reginaldo di Mélinais, eremita
- San Rodingo di Beaulieu, abate
- San Satiro di Milano
- San Sigismondo Felice Feliński, arcivescovo
- San Stanisław Papczyński (Stanislao di Gesù Maria), sacerdote, fondatore della Congregazione dei chierici mariani
- Beato Antonio Morell, mercedario
- Beato Cherubino Testa, sacerdote agostiniano
- Beato Giovanni Ventura Solsona, sacerdote e martire
- Beato Álvaro Santos Cejudo, ferroviere, martire
- Beato Zygmunt Sajna, sacerdote e martire
- Beato Timoteo Valero Perez, sacerdote e martire